# Canton du Louroux-Béconnais
Pour les articles homonymes, voir Louroux (homonymie).
Le canton du Louroux-Béconnais est une ancienne division administrative française située dans le département de Maine-et-Loire et la région Pays de la Loire.
Il disparait aux élections cantonales de mars 2015, réorganisées par le redécoupage cantonal de 2014.

## Composition
Le canton du Louroux-Béconnais comprenait sept communes et comptait 10 866 habitants (population municipale) au 1er janvier 2012.
| Nom                              | Code Insee | Intercommunalité             | Population (dernière pop. légale) |
| -------------------------------- | ---------- | ---------------------------- | --------------------------------- |
| Le Louroux-Béconnais (chef-lieu) | 49183      | CC Ouest Anjou               | 3 082 (2014)                      |
| Bécon-les-Granits                | 49026      | CC des Vallées du Haut-Anjou | 2 790 (2014)                      |
| La Cornuaille                    | 49108      | CC Ouest Anjou               | 1 028 (2014)                      |
| Saint-Augustin-des-Bois          | 49266      | CC des Vallées du Haut-Anjou | 1 210 (2014)                      |
| Saint-Clément-de-la-Place        | 49271      | CU Angers Loire Métropole    | 2 157 (2014)                      |
| Saint-Sigismond                  | 49321      | CC des Vallées du Haut-Anjou | 365 (2014)                        |
| Villemoisan                      | 49376      | CC Ouest Anjou               | 645 (2014)                        |

## Géographie
Situé dans le Segréen, ce canton est organisé autour du Louroux-Béconnais dans l'arrondissement d'Angers. Sa superficie est de plus de 249 km2 (24 964 hectares), et son altitude varie de 12 mètres (Saint-Augustin-des-Bois) à 102 mètres (Saint-Clément-de-la-Place), pour une altitude moyenne de 63 mètres.
| Nom de la commune         | Surface (ha) | Alt. mini (m) | Alt. maxi (m) |
| ------------------------- | ------------ | ------------- | ------------- |
| Bécon-les-Granits         | 4 617        | 18            | 88            |
| La Cornuaille             | 4 392        | 38            | 89            |
| Le Louroux-Béconnais      | 6 557        | 27            | 91            |
| Saint-Augustin-des-Bois   | 2 728        | 12            | 84            |
| Saint-Clément-de-la-Place | 3 323        | 40            | 102           |
| Saint-Sigismond           | 1 272        | 24            | 86            |
| Villemoisan               | 2 075        | 12            | 90            |

## Histoire
- Le canton du Louroux-Béconnais (chef-lieu) est créé en 1790. Dénommé d'abord « Le Louroux » puis « Le Louroux-Beconnais » et ensuite « Le Louroux-Béconnais », il est rattaché au district d'Angers, puis en 1800 à l'arrondissement d'Angers[4].

- De 1833 à 1848, les cantons du Louroux-Béconnais et de Saint-Georges-sur-Loire avaient le même conseiller général. Le nombre de cantons était limité à 30 par département[5].

- Dans le cadre de la réforme territoriale, un nouveau découpage territorial pour le département de Maine-et-Loire est défini par le décret du 26 février 2014. Le canton du Louroux-Béconnais disparait aux élections cantonales de mars 2015[1].

## Représentation
Le canton du Louroux-Béconnais est la circonscription électorale servant à l'élection des conseillers généraux, membres du conseil général de Maine-et-Loire.

### Conseillers généraux de 1833 à 2015
| Période | Période          | Identité                            | Étiquette       | Qualité |
| ------- | ---------------- | ----------------------------------- | --------------- | --- |
| 1833    | 1836 (décès)     | Théobald Walsh de Serrant           |                 | Pair de France (1835-1836)                                                                                            |
| 1836    | 1848             | Joseph Pontron de Robineau          |                 | Maire du Louroux-Béconnais                                                                                            |
| 1848    | 1884 (décès)     | Joseph de Mieulle                   |                 | Enseigne de vaisseau Maire du Louroux-Béconnais                                                                       |
| 1884    | 1919             | Comte Henri de La Croix de Castries | Conservateur    | Lieutenant-colonel retraité Propriétaire au Louroux-Béconnais                                                         |
| 1919    | 1928             | Jacques de Dampierre                |                 | Publiciste Maire de Villemoisan (1904-1919)                                                                           |
| 1928    | 1934             | Pierre Lemaire                      | Rad.ind.        | Propriétaire Maire du Louroux-Béconnais, conseiller d'arrondissement                                                  |
| 1934    | 1936 (décès)     | Achille Roffay                      | RG              | Notaire honoraire, adjoint au maire du Louroux-Béconnais                                                              |
| 1936    | 1940             | Olivier Cassin (1896-1988)          | RG              | Président de la caisse régionale du Crédit agricole Maire de Bécon-les-Granits Nommé conseiller départemental en 1943 |
|         |                  |                                     |                 | |
| 1945    | 1964             | Olivier Cassin                      | DVD-RPF         | Maire de Bécon-les-Granits                                                                                            |
| 1964    | 1988             | Louis Michel (1926-2003)            | CD puis UDF-CDS | Agriculteur Maire du Louroux-Béconnais (1971-1989)                                                                    |
| 1988    | 1992 (démission) | Paul Lépine                         | UDF-CDS         | Conseiller en assurance Maire du Louroux-Béconnais (1989-1991)                                                        |
| 1992    | 2001             | Jean-Claude Poutier                 | UDF             | Retraité Maire du Louroux-Béconnais (1991-2004)                                                                       |
| 2001    | 2008             | Marcel Pichavant                    | DVD-UMP         | Enseignant retraité Maire de Bécon-les-Granits (1989-2014) Président de la Communauté de communes                     |
| 2008    | 2015             | Michel Bourcier                     | DVD             | Inspecteur Divisionnaire Finances Publiques Maire du Louroux-Béconnais (2004-2015)                                    |

### Résultats électoraux détaillés
- Élections cantonales de 2001 : Marcel Pichavant (RPR) est élu au 2e tour avec 42,42 % des suffrages exprimés, devant Jean-Claude Poutier (Divers droite) (35,59 %) et Bernard Gillois (Divers gauche) (19,99 %). Le taux de participation est de 69,32 % (4 207 votants sur 6 069 inscrits)[13].
- Élections cantonales de 2008 : Michel Bourcier (Divers droite) est élu au 2e tour avec 50,52 % des suffrages exprimés, devant Marcel Pichavant (UMP) (32,84 %) et Jean-Pierre Lavarello (PS) (16,64 %). Le taux de participation est de 66,77 % (4 709 votants sur 7 053 inscrits)[14].

### Conseillers d'arrondissement (de 1833 à 1940)
| Période                                  | Période | Identité                | Étiquette                       | Qualité |
| ---------------------------------------- | ------- | ----------------------- | ------------------------------- | --- |
| 1833                                     | 1842    | Henri Juin              |                                 | Maire de La Cornuaille                                                                                      |
| 1842                                     | 1848    | Eusèbe Boré (1803-1879) |                                 | Propriétaire au Louroux                                                                                     |
|                                          |         |                         |                                 | |
| 1919                                     | 1925    | Robert Huault-Dupuy     |                                 | Maire du Louroux-Béconnais                                                                                  |
| 1925                                     | 1928    | Pierre Lemaire          | Républicain                     | Maire du Louroux-Béconnais                                                                                  |
| 1928                                     | 1940    | Léon Barbarin           | Républicain national et libéral | Eleveur, maire de Villemoisan                                                                               |
| 1940                                     |         |                         |                                 | Les conseils d'arrondissement ont été suspendus par la loi du 12 octobre 1940 et n'ont jamais été réactivés |
| Les données manquantes sont à compléter. |         |                         |                                 | |

## Démographie
| 1962  | 1968  | 1975  | 1982  | 1990  | 1999  | 2006  | 2011   | 2012   |
| ----- | ----- | ----- | ----- | ----- | ----- | ----- | ------ | ------ |
| 6 865 | 6 580 | 6 188 | 7 159 | 7 820 | 8 208 | 9 608 | 10 649 | 10 866 |